# A.S.D. S.F. Gladiator 1912
Associazione Sportiva Dilettantistica San Felice Gladiator 1912 hay đơn giản là Gladiator là một câu lạc bộ bóng đá Ý, có trụ sở tại Santa Maria Capua Vetere, Campania.

## Lịch sử

### Từ lúc thành lập đến 2012
Câu lạc bộ được thành lập vào năm 1912  với tư cách là đấu sĩ Polisportiva.
Câu lạc bộ đã chơi 4 mùa, từ 1984–85 đến 1985–86 và từ 2001–02 đến 2002–03, ở Serie C2.

### Từ năm 2012: S.F. Gladiator
Vào mùa hè 2012 sau khi mua lại danh hiệu thể thao của câu lạc bộ Serie D Nuvla San Felice, có trụ sở tại Nola, câu lạc bộ đã được đổi tên thành ASD San Felice Gladiator.

## Màu sắc và huy hiệu
Màu sắc của đội là đen và xanh.

## Danh dự
- Serie D: 1983-84, 2000-01